# فهرست شهرهای خیبر پختونخوا
در این فهرست نام شهرهای ایالت خیبر پختونخوا کشور پاکستان آمده است:
- ادزای
- اکوره ختک
- الپوری
- ایبت‌آباد
- پیشاور
- چارسده
- چترال
- دیره اسماعیل‌خان، پاکستان
- سوات، پاکستان
- سیدو شریف
- صوابی، پاکستان
- کوهات
- مردان (پاکستان)
- مینگوره
- نوشهره